# James Bruce Scott
James Bruce Scott, britanski general, * 1892, † 1974.